# Nấu ăn

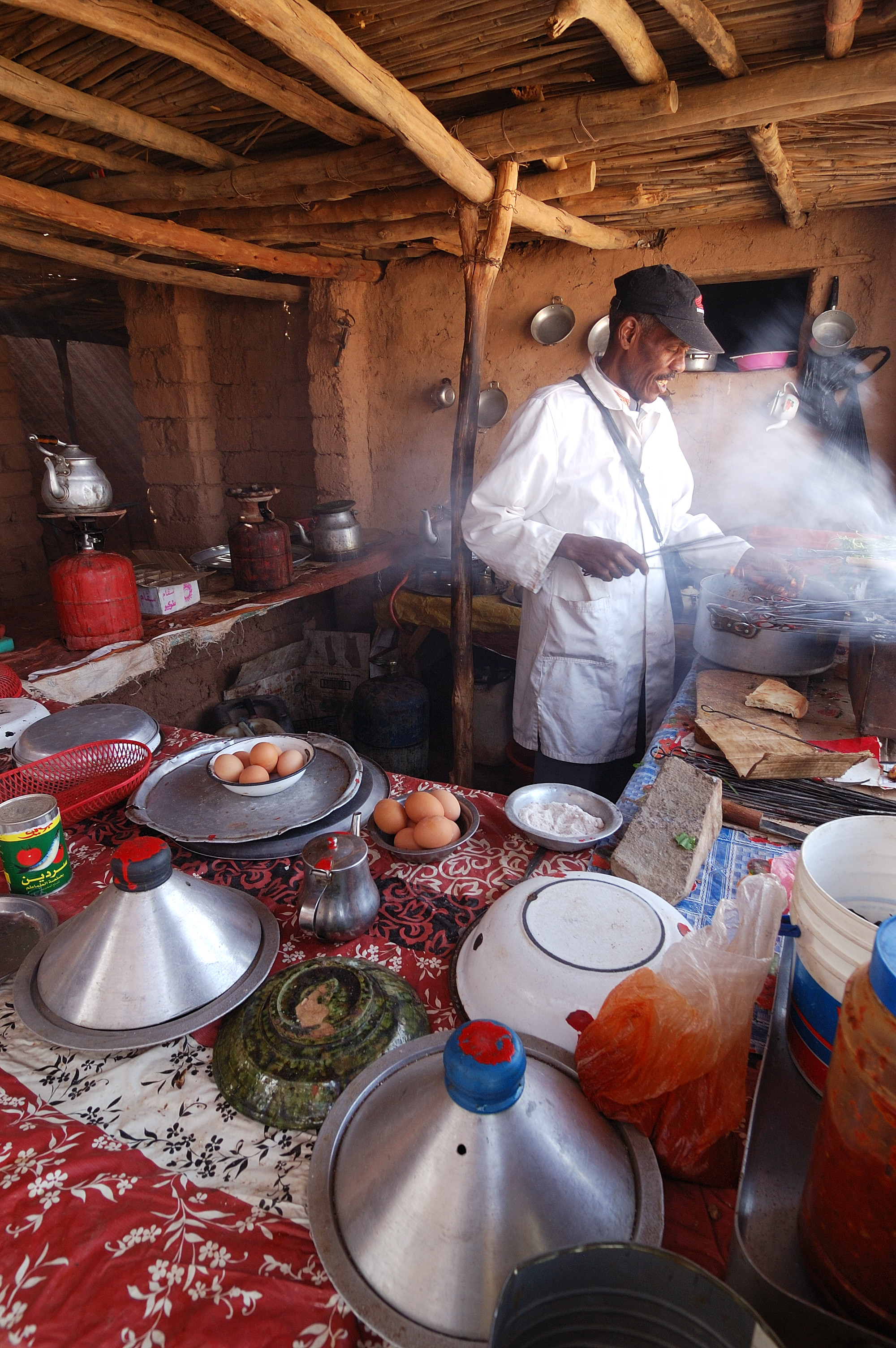
Một người đàn ông đang nấu ăn trong bếp của nhà hàng, Morocco

Nấu ăn hay chế biến món ăn còn được gọi theo cách chuyên nghiệp là nghệ thuật ẩm thực, là một khía cạnh nghệ thuật, khoa học và thủ công sử dụng nhiệt để làm cho thức ăn trở nên ngon miệng, dễ tiêu hóa, bổ dưỡng hoặc an toàn hơn.
Kỹ thuật và nguyên liệu nấu ăn rất khác nhau, từ nướng thức ăn trên bếp lửa, sử dụng bếp điện, nướng trong nhiều loại lò nướng, tùy theo điều kiện địa phương. Nấu ăn là một khía cạnh của tất cả các xã hội loài người và là một nền văn hóa phổ quát.
Các loại hình nấu ăn cũng phụ thuộc vào trình độ kỹ năng và đào tạo của người nấu. Việc nấu ăn được thực hiện bởi những người nội trợ trong căn bếp tại nhà riêng và bởi các đầu bếp chuyên nghiệp trong các nhà hàng và các cơ sở kinh doanh thực phẩm khác.
Làm chín thức ăn bằng nhiệt hoặc lửa là một hoạt động độc đáo của loài người. Có bằng chứng khảo cổ về việc nấu ăn bằng lửa từ ít nhất 300.000 năm trước, nhưng một số ước tính rằng con người bắt đầu nấu ăn từ 2 triệu năm trước.
Việc mở rộng nông nghiệp, thương mại, buôn bán và giao thương giữa các nền văn minh ở các khu vực khác nhau đã mang đến cho người nấu nhiều nguyên liệu mới. Những phát minh và công nghệ mới, chẳng hạn như phát minh ra đồ gốm để đựng và đun sôi nước, đã mở rộng các kỹ thuật nấu ăn. Một số đầu bếp hiện đại áp dụng các kỹ thuật khoa học tiên tiến vào việc chế biến món ăn để nâng cao hơn nữa hương vị của món ăn.

## Lịch sử

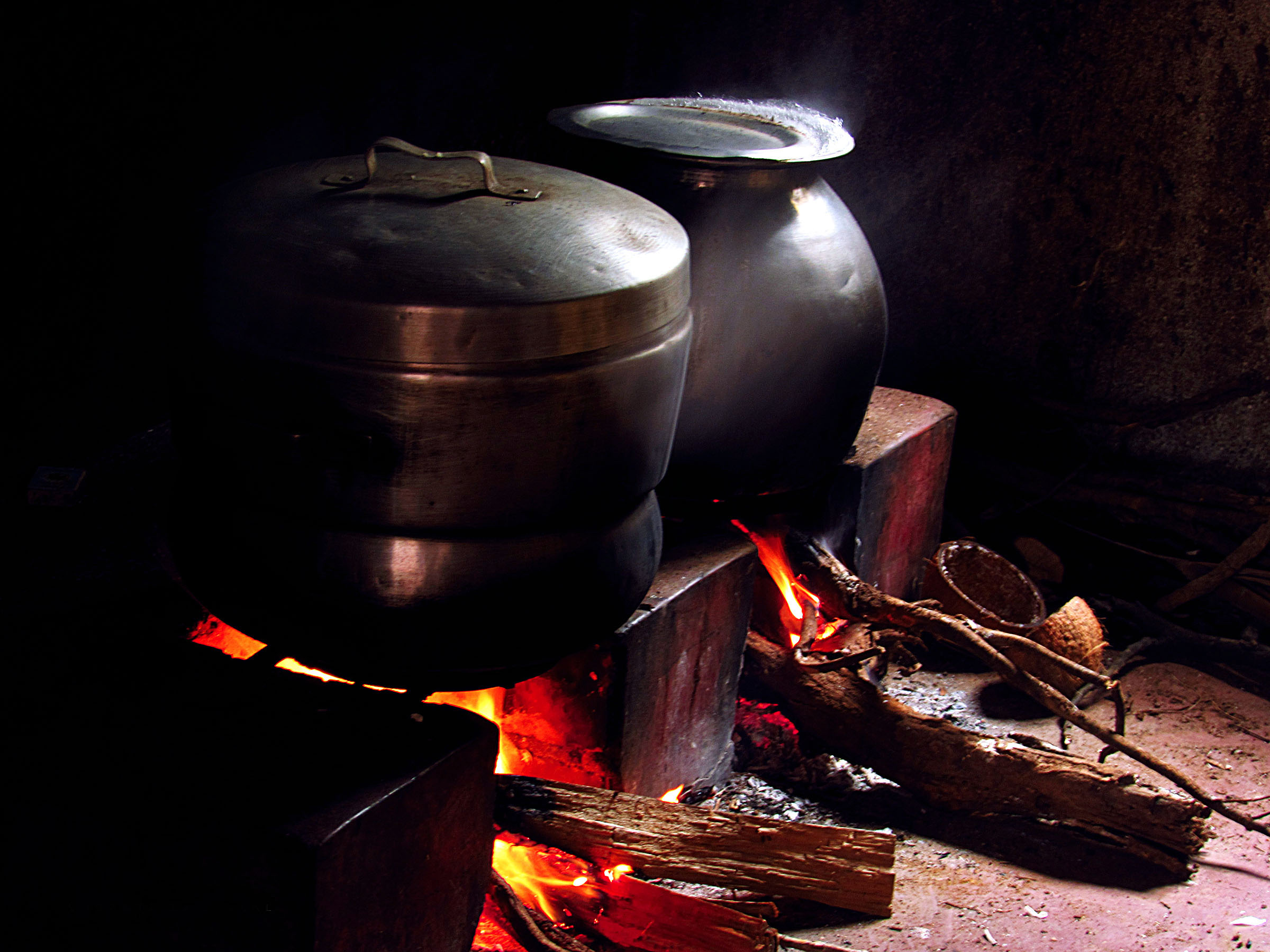
Những chiếc nồi được đun nóng bằng lửa đốt gỗ ở Nam Ấn Độ.

Phân tích phát sinh loài cho thấy rằng những người vượn đầu tiên có thể đã áp dụng cách nấu ăn từ 1 triệu đến 2 triệu năm trước.
Việc phân tích lại các mảnh xương bị cháy và tro thực vật từ Động Wonderwerk ở Nam Phi đã cung cấp bằng chứng ủng hộ việc con người sơ khai kiểm soát lửa cách đây 1 triệu năm. Trong tác phẩm quan trọng Catching Fire: How Cooking Made Us Human, Richard Wrangham cho rằng sự tiến hóa về khả năng đi bằng hai chân và hộp sọ lớn có nghĩa là người Homo habilis thời kỳ đầu thường xuyên nấu ăn. Tuy nhiên, bằng chứng rõ ràng trong hồ sơ khảo cổ học về việc sử dụng lửa có kiểm soát bắt đầu từ 400.000 năm trước Công nguyên, rất lâu sau Homo erectus.
Bằng chứng khảo cổ học từ 300.000 năm trước ở dạng lò sưởi cổ, lò đất, xương động vật bị cháy và đá lửa, được tìm thấy trên khắp Châu Âu và Trung Đông. Bằng chứng lâu đời nhất (thông qua răng cá được nung nóng từ hang sâu) về việc con người cổ xưa sử dụng lửa có kiểm soát để nấu thức ăn có niên đại khoảng 780.000 năm trước. Các nhà nhân chủng học cho rằng hoạt động nấu nướng phổ biến bắt đầu từ khoảng 250.000 năm trước khi bếp lò lần đầu tiên xuất hiện.
Gần đây, người ta cho rằng những lò sưởi sớm nhất có niên đại ít nhất là 790.000 năm.
Sự giao lưu giữa Cựu Thế giới và Tân Thế giới trong quá trình trao đổi Columbus đã ảnh hưởng đến lịch sử nấu ăn. Việc vận chuyển các loại thực phẩm từ Tân Thế giới qua Đại Tây Dương, chẳng hạn như khoai tây, cà chua, ngô, đậu, ớt chuông, ớt, vani, bí ngô, sắn, bơ, đậu phộng, hồ đào, hạt điều, dứa, việt quất, hướng dương, sô cô la, quả họ bầu, đậu xanh và bí, đã có ảnh hưởng sâu sắc đến nền ẩm thực của Cựu Thế giới. Việc vận chuyển các loại thực phẩm từ Cựu Thế giới xuyên qua Đại Tây Dương, chẳng hạn như gia súc, cừu, lợn, lúa mì, yến mạch, đại mạch, gạo, táo, lê, đậu Hà Lan, đậu gà, mù tạt và cà rốt, cũng đã thay đổi cách nấu ăn của Tân Thế giới.
Cuộc cách mạng công nghiệp đã mang lại sản xuất hàng loạt, tiếp thị hàng loạt và tiêu chuẩn hóa thực phẩm. Các nhà máy chế biến, bảo quản, đóng hộp và đóng gói nhiều loại thực phẩm và ngũ cốc chế biến nhanh chóng trở thành đặc điểm nổi bật của bữa sáng kiểu Mỹ. Vào những năm 1920, các phương pháp cấp đông, quán ăn tự phục vụ và nhà hàng thức ăn nhanh đã xuất hiện.